# Паоли, Оливия
Оливия Паоли де Браски (исп. Olivia Paoli; 1855, Понсе, Пуэрто-Рико — 1942) — пуэрториканкая суфражистка, мыслитель и активист, которая боролась за права женщин. Сестра Антонио Паоли, пуэрто-риканского тенора.

## Семейная жизнь
В 1875 году Paoли вышла замуж за Марио Браски, и у них было девять детей: Амалия, Селена, Хулио, Естела, Марио, Аида, Полиуто, и близнецы Анхель и Анхелино Марио Браски был либеральным журналистом, который подвергался политическому преследованию испанцами в 1880 году.

## Избранные произведения
- Corona literaria a la memoria de Mario Braschi (1894)